# East River Greenway
De East River Greenway (ook wel de East River Esplanade genoemd) is een ongeveer 15,2 kilometer lang promenade om te wandelen of fietsen aan de oostkant van het eiland Manhattan aan de East River. Het maakt deel uit van de Manhattan Waterfront Greenway. Het grootste deel wordt beheerd door het New York City Department of Parks and Recreation. Het is gescheiden van het autoverkeer en op veel stukken zijn ook voetgangers van fietsers gescheiden. De Greenway loopt over het grootste deel van zijn lengte parallel aan de Franklin D. Roosevelt East River Drive.
Delen van de promenade zijn in verschillende jaren aangelegd. Het grootste deel van de promenade werd gebouwd in de jaren 1930 tot 1950, tegelijk met de nabijgelegen Franklin D. Roosevelt East River Drive. Uitzonderingen hierop zijn:
- Waterside Plaza: gebouwd in 1973
- East River Waterfront: eind jaren '90
- Stuyvesant Cove: gebouwd in 2002
- United Nations: in aanbouw 2015-2024